# Số 16 (nhện)
 Số 16 (1974 - 2016) còn được gọi là #16 là một con nhện cái được bẫy ở ngoài tự nhiên (Gaius villosus, họ Idiopidae) sống ở Khu bảo tồn Bắc Bungulla gần Tammin, Tây Úc. Cô nhện qua đời vào năm 2016, ước tính 43 tuổi và là con nhện sống lâu nhất được ghi nhận cho đến nay. Số 16 không chết vì tuổi già, nhưng rất có thể đã bị giết bởi một con ong bắp cày ký sinh.

## Giám sát dài hạn
Số 16 được sinh ra vào năm 1974 và được nghiên cứu trong tự nhiên bởi nhà vũ trụ học Barbara York Main từ tháng 3 năm 1974 đến năm 2016. Cô là một phần trong nhóm đầu tiên của những con nhện phân tán để thiết lập một cái hang tại địa điểm nghiên cứu, và cái hang của cô là thứ 16 được đánh dấu bằng một cái chốt.  Đến năm 1978, Main đã gắn thẻ 101 hang tại địa điểm nghiên cứu, trong phạm vi vài mét với nhau.
Số 16 đã dành cả cuộc đời của mình trong cùng một hang, đó là điển hình cho loài của cô. Trong hơn 40 năm, tình trạng của cô được theo dõi bởi Main và các cộng tác viên của cô trong sáu tháng hoặc hàng năm. Khi Số 16 trở nên già hơn, các nhà nghiên cứu đã phát triển truyền thống luôn kiểm tra hang của cô trước khi họ truy cập trang web.

## Cái chết
Vào ngày 31 tháng 10 năm 2016, nhà nghiên cứu Leanda Mason đã phát hiện ra hang của Số 16 trong tình trạng hư hỏng và con nhện mất tích. Cái phích cắm trên burrow của cô đã bị một con nhện ký sinh đâm thủng cho thấy rằng cô đã bị ký sinh trước hoặc sau khi chết. Trong một cuộc khảo sát sáu tháng trước đó, Số 16 đã sống. Cô ấy đã bị cắt giảm trong thủ tướng của mình [... ] Phải mất một thời gian để chìm vào, thành thật mà nói, "Mason nói. Cái chết của loài nhện đã nhận được công khai rộng rãi vào cuối tháng 4 năm 2018 với việc xuất bản một bài báo nghiên cứu trên tạp chí Pacific Conservation Biology.  Dựa trên độ trung thực của con cái trong loài của mình, các nhà nghiên cứu đã kết luận với "mức độ chắc chắn cao" rằng Số 16 đã 43 tuổi vào lúc chết.